# Туркебай
Туркеба́й (каз. Түркебай) — село у складі Жетисайського району Туркестанської області Казахстану. Входить до складу Кизилкумський сільського округу.
У радянські часи село було частиною села Отділення № 1 совхоза імені ХХ Партз'їзду, пізніше — Куйбишево.
Населення — 331 особа (2021; 278 у 2009, 299 у 1999, 486 у 1989).